# Kolekcja prywatna

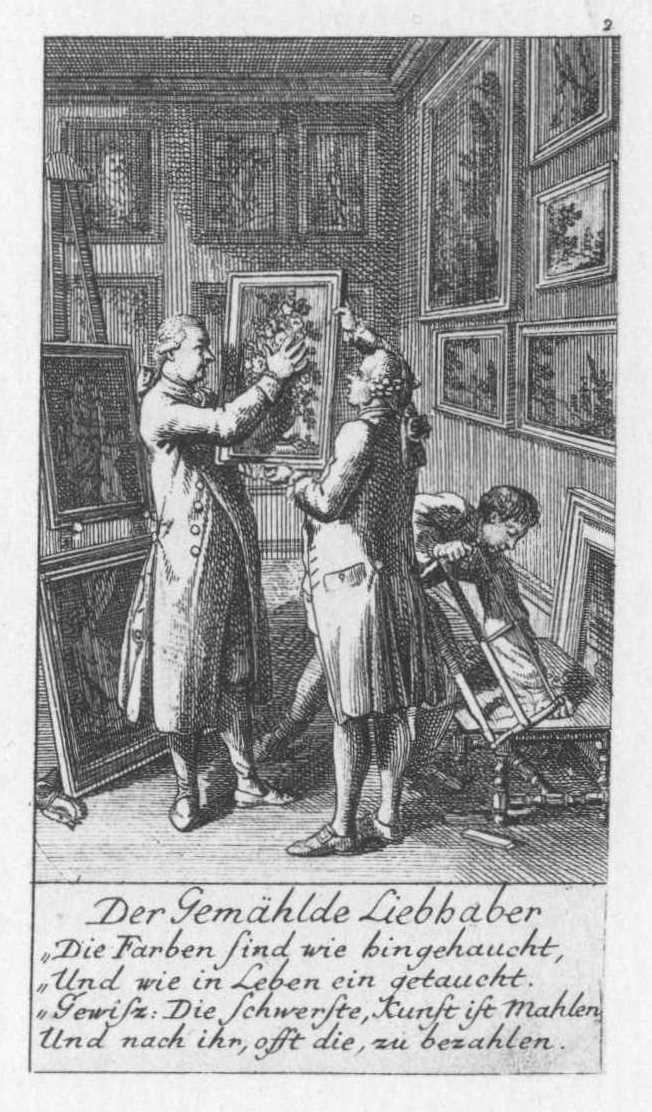
Daniel Chodowiecki, Miłośnik obrazów, 1781

Kolekcja prywatna – zbiór dóbr kultury, zwłaszcza dzieł sztuki utworzony przy pomocy prywatnych, a nie publicznych środków finansowych.

## Historia
Prywatne kolekcjonowanie sztuki jest zjawiskiem, które powstało w okresie renesansu i trwa do dziś. Ród Medyceuszy może być uważany za jeden z pierwszych przykładów tego zjawiska; jego członkowie gromadzili nie tylko dzieła sztuki, ale też byli mecenasami sztuki zapewniając pomoc artystom. Za ich przykładem poszli inni, budując pałace i wille przeznaczone specjalnie do przechowywania dzieł sztuki. Wraz z nastaniem współczesnej Europy, kolekcjonowanie sztuki zaczęło dotyczyć nie tylko władców i arystokratów, ale także przedstawicieli biznesu i przemysłu.

## Najwięksi prywatni kolekcjonerzy dzieł sztuki na świecie
Do największych obecnie prywatnych kolekcjonerów, których zbiory posiadają wartość przynajmniej 1 miliarda dolarów, należą (według czasopisma Forbes):

### Philip Niarchos

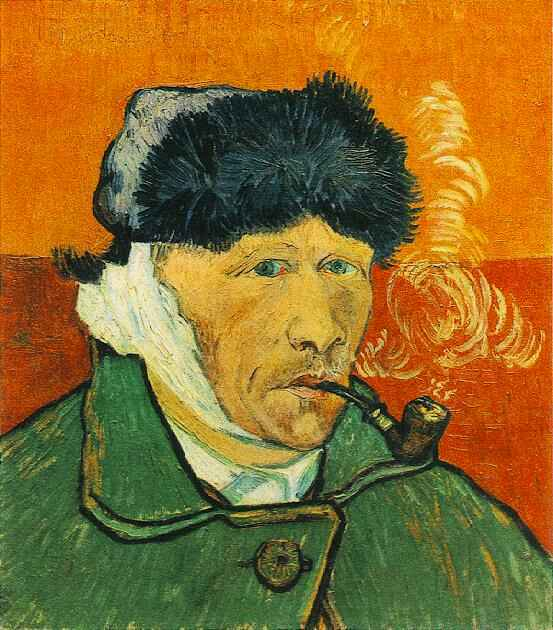
Vincent van Gogh, Autoportret z zabandażowanym uchem, 1888, Collection Niarchos

Philip Niarchos, syn greckiego magnata okrętowego Stavrosa Niarchosa, jest w posiadaniu największej prywatnej kolekcji sztuki na świecie (Stavros Niarchos Collection, której wartość szacowana jest na 2 miliardy dolarów. Do znanych dzieł w ramach tej kolekcji należą: Autoportret z zabandażowanym uchem Vincenta van Gogha i autoportret Pabla Picassa Yo, Picasso. Philip Niarchos wchodzi w skład rady Museum of Modern Art.

### François Pinault
Wartość kolekcji francuskiego biznesmena, François Pinaulta (do którego należy też dom aukcyjny Christie's), jest szacowana na 1,4 miliarda dolarów i obejmuje ponad 2000 dzieł ponad 80 artystów, w tym Pabla Picassa, Pieta Mondriana, Jeffa Koonsa, czy urodzonego w Szwajcarii Ursa Fischera.

### Eli Broad
Wartość kolekcji amerykańskiego biznesmena Eli Broada jest szacowana na 1 miliard dolarów. Kolekcja obejmuje ok. 2000 dzieł ponad 200 artystów, w tym: Roberta Rauschenberga, Donalda Judda, Andy Warhola i Jeffa Koonsa.

### David Geffen
Wartość zbiorów potentata z Hollywood, Davida Geffena, jest szacowana na 1 miliard dolarów. Właściciel kolekcji uchodzi za przenikliwego kupca i sprzedawcę dzieł sztuki. W 2006, przed gwałtownym spadkiem cen, sprzedał podobno 4 obrazy za 420 milionów dolarów, w tym False Start Jaspera Johnsa dla Citadel Kennetha Griffina za 80 milionów oraz Police Gazette i Woman III Willema de Kooninga dla SAC Capital Steve’a Cohena za odpowiednio: 63,5 miliona i 137 milionów.

### Ronald Lauder

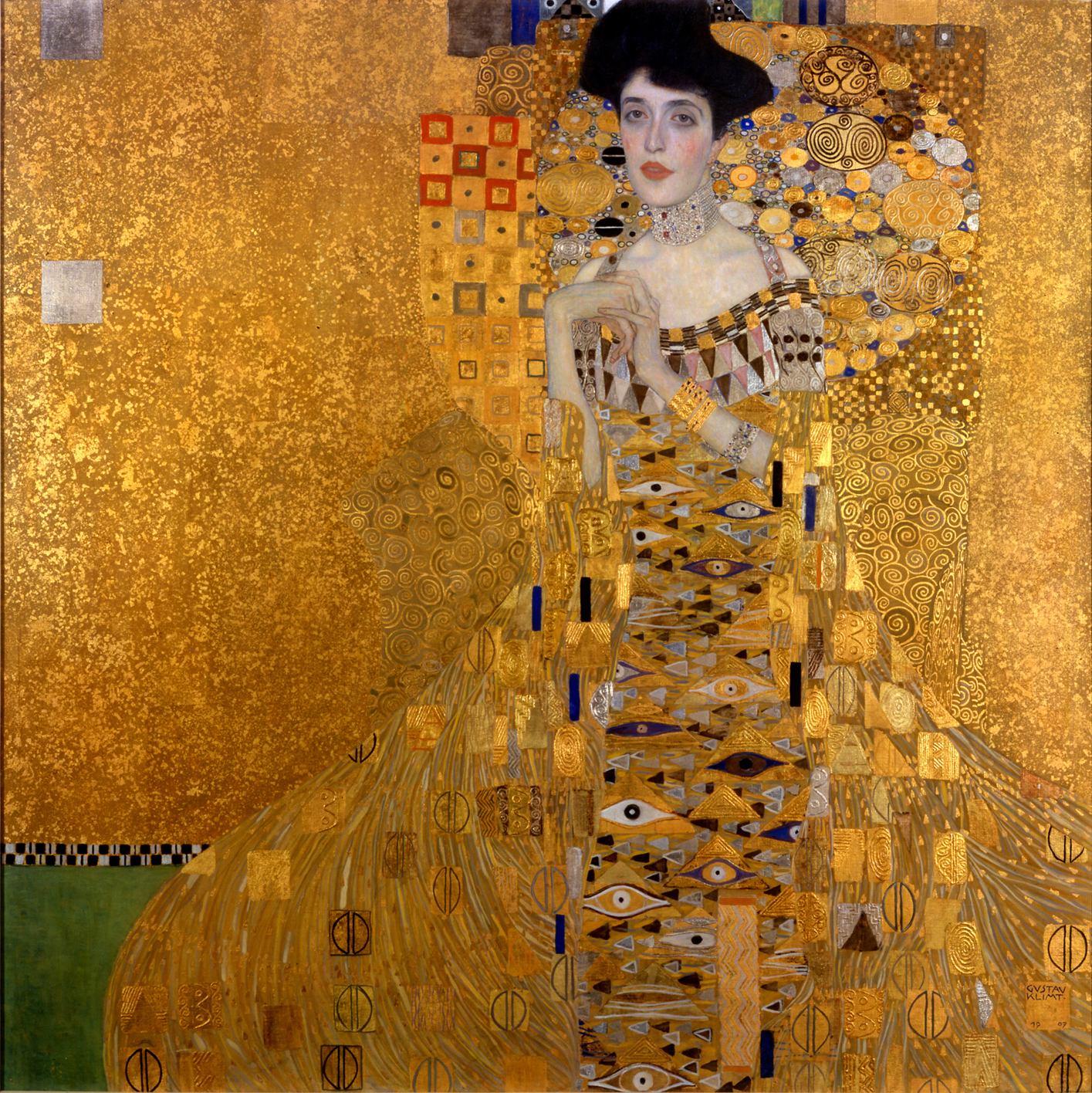
Gustav Klimt, Portret Adele Bloch-Bauer I (1907). Najdroższy obraz kolekcji Ronalda Laudera, eksponowany od lipca 2006 w Neue Galerie New York

Wartość kolekcji Ronalda Laudera, syna założycielki koncernu kosmetycznego Estée Lauder Inc, Estée Lauder szacowana jest na 1 miliard dolarów. W jej skład wchodzi podobno 4000 eksponatów, w tym kolekcja zbroi średniowiecznej i europejskiej. Lauder swoje pierwsze dzieło sztuki, Autoportret Egona Schiele, kupił za 10000 dolarów, podarowanych mu z okazji jego bar micwy. Według doniesień zapłacił 135 milionów dolarów za obraz Portret Adele Block-Bauer Gustava Klimta, co sprawiło, iż obraz ten był wówczas najdroższym obrazem świata, sprzedanym w historii. Lauder jest honorowym przewodniczącym Museum of Modern Art, wystawia niektóre pozycje ze swej kolekcji w Neue Galerie New York, którą otworzył w listopadzie 2001.

## Najwięksi prywatni kolekcjonerzy dzieł sztuki w Polsce
Kolekcjonowanie [w Polsce] stanowi połączenie pasji z chęcią ulokowania kapitału; jest to także gromadzenie wiedzy na dany temat, śledzenie wystaw, zbieranie publikacji, tworzenie katalogu własnej kolekcji, wystawianie i reprodukowanie posiadanych dzieł. Kolekcje prywatne są raczej skrywane przed szerszą widownią, a kolekcjonerzy również rzadko mówią o tym, co posiadają. Uwarunkowane jest to względami bezpieczeństwa – w Polsce, w odróżnieniu od krajów zachodnich, upublicznianie zbiorów może doprowadzić do kradzieży unikatowych obiektów. Znane osoby, decydujące się na sprzedaż jakiegoś dzieła, najczęściej ukrywają swoje nazwiska.

### Wojciech Fibak
Wojciech Fibak budowanie swoich zbiorów rozpoczął od kolekcjonowania grafiki zachodnioeuropejskiej z przełomu XIX i XX wieku. Później zainteresował się polskim malarstwem XIX w. Z czasem do jego kolekcji zaczęły trafiać obrazy z przełomu wieków i okresu międzywojennego. Obok Olgi Boznańskiej pojawiły się w niej obrazy m.in. Tadeusza Makowskiego, Zygmunta Menkesa, Eugeniusza Zaka, Mojżesza Kislinga. Powstał wówczas największy zbiór obrazów polskich malarzy z kręgu École de Paris.  Fibak wydawał publikacje na temat artystów, których obrazy miał w swojej kolekcji. Dzięki odpowiedniej promocji jego kolekcja stała się wzorem polskiego kolekcjonerstwa.
Wojciech Fibak założył w 2001 Galerię Fibak i prowadzi ją nieustannie do dziś. Jej siedziba znajduje się w XVIII-wiecznej oficynie Pałacu Czapskich (obecnie gmach ASP), przy Krakowskim Przedmieściu 5.

### Krzysztof Musiał
Krzysztof Musiał jest jednym z największych kolekcjonerów sztuki polskiej. Kolekcjonuje polską sztukę od drugiej połowy XIX wieku do współczesności. W jego kolekcji znajduje się obecnie ponad 450 obrazów, około 50 rzeźb oraz około 250 prac na papierze. Sztukę kupuje na aukcjach w Polsce i na świecie, jak również w galeriach oraz na targach sztuki. Często nabywa dzieła w prywatnych pracowniach artystów.

### Grażyna Kulczyk
Grażyna Kulczyk kolekcjonerstwem zaczęła zajmować się w latach 80., kupując klasyków polskiego malarstwa: Malczewskiego, Nowosielskiego, Kantora. Początkowo traktowała zakupione dzieła sztuki jako lokatę kapitału. Kolekcja Grażyny Kulczyk została po raz pierwszy otwarta w 2007 w galeriach Starego Browaru w Poznaniu. Kolekcja, na którą składają się prace największych artystów sztuki nowoczesnej, jest jedną z największych w Europie Środkowo-Wschodniej.

### Dariusz i Krzysztof Bieńkowscy
Dariusz i Krzysztof Bieńkowscy zbierają obrazy, rzeźby oraz formy eksperymentalne. Ich kolekcja obejmuje dzieła z kręgu polskiej powojennej awangardy, głównie z nurtu zwanego scjentystycznym.

### Michał Borowik
Michała Borowik (ur. w 1986 r. w Zamościu) jest absolwentem Wydziału Zarządzania Uniwersytetu Warszawskiego i felietonistą miesięcznika Sukces. W 2005 r. założył Borowik Collection – publiczną kolekcję sztuki współczesnej ze szczególnym uwzględnieniem prac polskich artystów. W kwietniu 2014 roku kolekcja liczyła ponad 260 prac: obrazów, zdjęć, grafik, obiektów, audio i video, przede wszystkim artystów młodego pokolenia, m.in. Izy Tarasewicz, Magdy Starskiej, Mariusza Tarkawiana, Witka Orskiego, Gregora Różańskiego, Marcina Kowalika, Michała Gayera, Matusza Sadowskiego, Janka Zamoyskiego, Weroniki Ławniczak, Michała Gayera.